# عائلة نسيبة

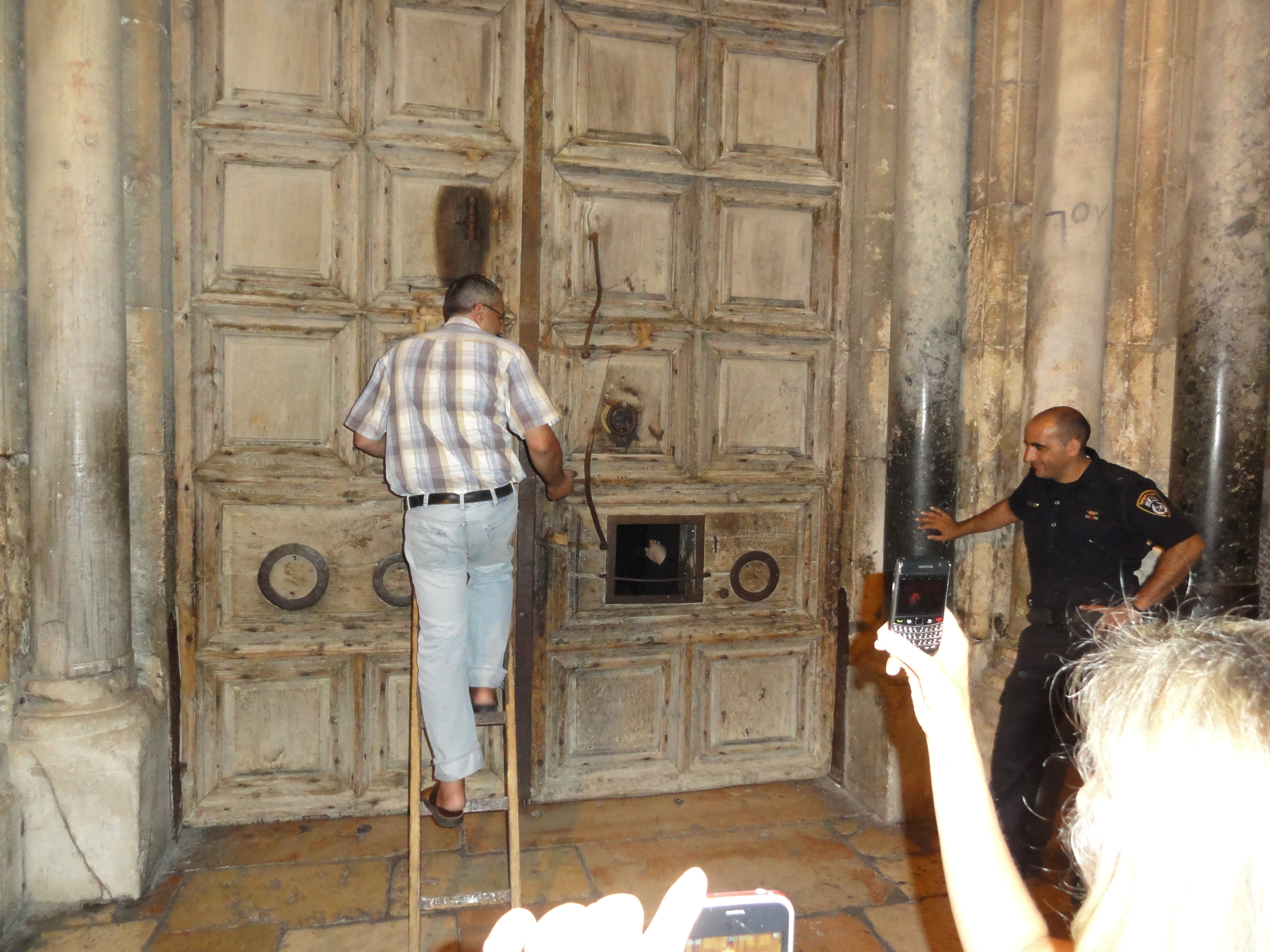

عائلة نسيبة، هو اسم إحدى أقدم الأسر العربية في القدس. عائلة نسيبة لديها تاريخ طويل وروابط وطيدة مع الأراضي المقدسة في القدس، منذ أيام أجدادهم التي تمتد إلى القرن السابع.
حسب التقاليد، أخذت عائلة نسيبة اسمها من الصحابية الجليلة نسيبة بنت كعب المازنية، التي كانت أنصارية حاربت جنباً إلى جنب مع النبي محمد في غزوة أحد وكانت مثالاُ للمرأة التي أخذت دوراً قيادياً في الإسلام. منذ وصول الإسلام إلى القدس في القرن السابع، حملت هذه العائلة المسلمة السنية مفاتيح كنيسة القيامة. وقد استمر هذا التقليد منذ أيام الخليفة عمر بن الخطاب، الذي كان يأمل في تجنّب الاشتباكات بين الطوائف المسيحية المتناحرة للسيطرة على الكنيسة.
على الرغم من رمزية ذلك، إلا أنه وفّر الاستقرار الذي كان مسيحيو المدينة ينشدونه، وهذا رمز للتسامح والوئام بين الأديان. وقد أعطى عائلة نسيبة دوراً واضحاً في الأنشطة المسيحية في القدس، بما في ذلك الحج والزيارات التي يقوم بها المسيحيون الشرقيون.
وصل أسلاف أسرة نسيبة إلى القدس مع وصول الإسلام عام 637 للميلاد. وكان منهم اثنان من صحابة الرسول محمد وهم عبد الله بن نسيبة ومعاذ بن جبل، وغيرهم من الصحابة وأخوال الرسول من أبناء سلمى من بني النجار وهي إحدى عشائر الأوس والخزرج وهي زوجة هاشم جد عائلة الهاشميين وأم زعيم قريش عبد المطلب جد النبي محمد. تعود أصول عائلة نسيبة إلى قبيلة الخزرج من المدينة المنورة، والتي عرفت بالأنصار، لما قدمته من دعم وحماية للنبي محمد خلال إقامته في المدينة.

## جذور العائلة

### عائلة نسيبة وكنسية القيامة
عندما حان موعد الصلاة، دعا رئيس أساقفة القدس صفرونيوس الخليفة عمر بن الخطاب للصلاة في كنيسة القيامة، أقدس موقع مسيحي. رفض عمر خوفاً من أن تدعي الأجيال القادمة من المسلمين السيادة على الكنيسة باعتبارها ملكاً لهم وتحويلها لمسجد. بدلاً من ذلك، فضّل عمر الصلاة بعيداً عن الكنيسة بضعة أمتار، حتى تم بناء مسجد لاحقاً (وهو مسجد عمر، والذي لا يزال قائماً بجانب كنيسة القيامة، وهذا بمثابة تذكير لمتانة العلاقة بين المسلمين والمسيحيين في الأراضي المقدسة. عندما دخل عمر بن الخطاب القدس، وقع مع مسيحيي القدس على ما يعرف بالعهدة العمرية. والتي ضمنت حماية المسيحيين وحرة العيش والعبادة وحماية أماكن العبادة المسيحية.
يعتبر عبادة بن الصامت أحد أهم أسلاف عائلة نسيبة، إذ كان أحد الصحابة الذين استقروا في القدس في القرن السابع الميلادي بعد أن فتح المسلمون القدس، وقد عينه الخليفة عمر حاكماً على القدس حينها. يشار إلى أن مفاتيح كنيسة القيامة وضعت في عهدة أسرة نسيبة أثناء تلك الفترة.
تشير السجلات والمخطوطات القديمة التي تحتفظ بها مختلف الطوائف المسيحية في القدس في أديرتهم إلى علاقة أسرة نسيبة وأجدادهم من نسل بني غانم الخزرج بكنيسة القيامة، على الأقل منذ أن اتفق السلطان صلاح الدين الأيوبي مع ريتشارد الأول ملك إنجلترا عام 1192 على السماح للحجاج المسيحيين الغربيين بزيارة كنيسة القيامة تحت شروط معينة. عهد صلاح الدين بالوصاية على أبواب كنيسة القيامة إلى الشيخ غانم بن علي بن حسين الأنصاري الخزرجي وعلى المقدسيين وما يتعلق بهم من شؤون. ولد غام في بورين (نابلس) عام 562 م، بعد أن لجأت إليها عائلته بعد الغزو الصليبي للقدس

## شخصيات معروفة
من أعضاء العائلة المعروفين كل من:
- أنور نسيبة وزير وسفير أردني سابق
- حازم نسيبة وزير أردني
- نهاد نسيبة، ضابط عسكري وعضو في حركة فتح[3]
- زكي نسيبة، مدير الإعلام في أبوظبي
- سري نسيبة، أستاذ الفلسفة ورئيس جامعة القدس في القدس[4]
- بشار أحمد نسيبة (1967 - ) حصل على بكالوريوس مع مرتبة الشرف من جامعة ساسكس عام 1988. وعلى درجتي الماجستير والدكتوراة من جامعة إمبريال كوليدج لندن عامي 1989 و1994 على التوالي. شغل عدة مناصب أكاديمية في جامعة إمبريال كوليدج لندن والجامعة المفتوحة في بريطانيا، البروفيسور نسيبة معروف لأبحاثه العلمية في هندسة البرمجيات والتي نال عليها عدداً من الجوائز الدولية.[5]
- غانم نسيبة، مهندس مدني ومؤسس شركة حجر الزاوية العالمية للاستشارات الاستراتيجية والإدارية.
- عزمي عزت نسيبة (1924 - 1997)، مهندس مدني تخرج من الجامعة الأمريكية في بيروت عام 1046. هاجر من فلسطين عام 1948 والتحق بالجيش السوري لمدة 5 سنوات كمهندس مدني. وقد منحه وزير الدفاع «الشرباتي» الجنسية السورية. انتقل إلى قطر مع عائلته عام 1958. من أهم أعماله بناء محطة التلفاز ومحطة الإذاعة في الدوحة. ثم أسس شركة مقاولات في بيروت.

## مطالعة إضافية
- Fischbach, Michael R. "Nuseibeh Family." In Encyclopedia of the Palestinians, edited by فيليب مطر. New York: Facts on File, 2000.
- Heller, Mark, and Nusseibeh, Sari. No Trumpets, No Drums:A Two-State Settlement of the Israeli-Palestinian Conflict. New York: Hill and Wang, 1991.
- Muslih, Muhammad Y. The Origins of Palestinian Nationalism. New York: Columbia University Press, 1988.